# گابریل براگا نونس
گابریل براگا نونس (انگلیسی: Gabriel Braga Nunes؛ زادهٔ ۷ فوریهٔ ۱۹۷۲) یک هنرپیشه اهل برزیل است.